# Евреинов, Григорий Александрович
Григорий Александрович Евреинов (10 [22] марта 1839 — 18 мая 1919, Петроград) — российский государственный деятель, сенатор, действительный тайный советник; публицист.
Его младшие братья: Александр (1843—1905) — генерал-лейтенант, Михаил (1844—1912) — тайный советник и сенатор; двоюродная сестра — Анна Михайловна Евреинова (1844—1919) стала первой из русских женщин, получившей степень доктора права.

## Биография
Родился 10 (22) марта 1839 года в семье потомственного дворянина Александра Григорьевича Евреинова (1808—1885).
Окончив Императорское училище правоведения, с 28 мая 1860 года служил младшим помощником секретаря в канцелярии 1-го департамента Правительствующего Сената. В 1861—1863 годах участвовал в ревизии Калужской и Владимирской губерний, проводимой И. Х. Капгером: ревизовал мировых посредников, сословные крестьянские учреждения, а также исследовал хозяйственные изменения, вызванные освобождением крестьян. В 1863 году перемещен столоначальником в департамент министерства юстиции. С 1866 года — товарищ прокурора Санкт-Петербургского окружного суда, с 1867 — прокурор Тверского окружного суда.
С 1867 года — прокурор Одесского окружного суда, в 1873—1880 — прокурор Одесской судебной палаты. Считал, что революционное движение вызывается условиями государственного и общественного строя. За 1873—1880 годы все дела о штундистах прекращались по бездоказательности или по отсутствию состава преступления.
В 1880—1889 годы — обер-прокурор 1-го департамента Правительствующего Сената. Доказывал необходимость реформы государственных учреждений с созданием народного представительства в составе земской государственной думы. В следующем году назначен членом особого совещания, образованного при министерстве внутренних дел для рассмотрения представлении об административной высылке. В 1885 году назначен председателем особой комиссии, образованной для обсуждения результатов деятельности советов присяжных поверенных.
В 1889—1892 годы — товарищ министра путей сообщения, с января 1892 года управлял министерством. Способствовал принятию решения о строительстве сплошной транзитной Сибирской железнодорожной линии.
С 1892 года — сенатор; присутствовал во 2-м, с 19 апреля 1895 — в 1-м департаменте, затем — первом общем собрании Сената. В 1896 году пожалован в тайные советники; с 1910 года — действительный тайный советник.
Одновременно с 1886 года председательствовал в административных отделения Петербургского юридического общества, в 1904—1906 года — председатель Петербургского юридического общества. Один из учредителей и председатель первого в России славянского общества имени святых Кирилла и Мефодия (Одесса), юридического общества при Новороссийском университете.
Умер в Петрограде 18 мая 1919 года.

## Избранные труды
В своих публикациях выступал противником реакционного течения, поддерживавшего бюрократический автократизм и усиление дворянских привилегий.
- Автономия Царства Польского. — СПб.: тип. т-ва «Обществ. польза», 1906. — 19 с.
- Восточный вопрос и условия мира с Турцией. — Одесса : тип. П. Францова, 1878. — 65 с.
- Заметки о местной реформе. — СПб.: тип. Правительствующего сената, 1888. — 131 с.
- Идеология ближневосточного вопроса. — СПб.: типо-лит. Б. Авидона, 1911. — 56 с.
- Крестьянский вопрос в его современной постановке. — СПб.: тип. А. Бенке, 1903. — 6+2+83 с.
  -  — 2-е изд. — СПб.: тип. т-ва «Обществ. польза», 1904. — 131 с.
- Крестьянский вопрос в трудах образованной в составе Министерства внутренних дел Комиссии по пересмотру законоположений о крестьянах. — [СПб.] : типо-лит. И. Лурье и К°, ценз. 1904. — 18 с.
- Национальные вопросы на инородческих окраинах России : Схема полит. прогр. — СПб.: тип. А. Бенке, 1908. — 4+130 с.
- Пределы здравого русского национализма. — СПб.: тип. Гл. упр. уделов, 1912. — 58 с.
- Прошлое и настоящее значение русского дворянства. — СПб.: тип. А. Бенке, 1898. — 4+4+103 с.
  -  — 2-е изд. — М.: ЛЕНАНД, 2015. — 103 с. — (Академия фундаментальных исследований: история).
- Реформа денежного обращения с приложением справки о нашей бедности. — СПб.: тип. П. П. Сойкина, 1896. — 44 с.
- Российские немцы. — Петроград: тип. Гл. упр. уделов, 1915. — 34 с.
- Социальные утопии во Франции в их связи с революцией. — СПб.: тип. «Россия», 1907. — 40 с.
- Финляндский вопрос после манифеста 14 марта 1910 г. — СПб.: «Рус.-фр.» тип., 1910. — 33 с.

## Семья
Был женат на Евгении Фёдоровне Моллер (05.06.1847—22.08.1900); похоронена в Исидоровской церкви Александро-Невской лавры. У них 19 марта 1872 года родилась дочь Евгения.